# بله جناب قاضی
بله جناب قاضی (انگلیسی: Yes Your Honour) فیلم هندی مالایالم- زبان تولید سال ۲۰۰۶ است که توسط وی. ام. وینو کارگردانی شده‌است. بازیگران اصلی فیلم سرینیواسان، پادماپریا جاناکیرامن و اینوسنت هستند. موسیقی فیلم توسط دیپاک دیو ساخته شد. این فیلم به موفقیت تجاری دست یافت و به مدت ۱۰۰ روز در حال اکران بود.